# Calephelis trinidadensis
Calephelis trinidadensis är en fjärilsart som beskrevs av Mcalpine 1970. Calephelis trinidadensis ingår i släktet Calephelis och familjen Riodinidae. Inga underarter finns listade i Catalogue of Life.